# 克里斯蒂安·蒂茨
克里斯蒂安·蒂茨（德語：Christian Titz，1971年4月1日—）是一位德国前足球运动员及现任足球教练兼专业书籍作家，自2021年2月12日起担任马格德堡主教练。

## 职业生涯

### 球员生涯
蒂茨早年是从维多利亚内卡豪森（FC Viktoria Neckarhausen）的青训营开启足球生涯，随后又代表桑德豪森效力。成年后，它又先后活跃于埃格尔斯巴赫、瓦德霍夫曼海姆和伊达尔-奥伯施泰因，其中于1999-2000赛季曾在西部/西南地区联赛获得六次出场机会。

### 教练生涯
2000-01赛季，蒂茨正式接管了阿勒曼尼亚亚琛的U-19青年队，并在此执教四年。他于2004年12月取得了足球教练执业证书。2005年11月，蒂茨又执掌身处巴伐利亚联赛的帕绍，却未能阻止球队降入州级联赛，并被迫于2006年8月离职。随后，他为美国足球协会在欧洲搭建了一个球探网络。至2009-10赛季，蒂茨同时兼任中莱茵联赛球队布吕克维多利亚科隆一线队及其下属U-19青年队的主教练，后于2009年12月底离职。在2011-12赛季，蒂茨接任西南高级联赛球队洪堡的主教练，并率队夺得冠军。在接下来的2012-13赛季（第14名）和2013-14赛季（第11名），他均能率队在西南地区联赛保级成功。蒂茨于2014年4月离任。
自2015-16赛季起，蒂茨作为汉堡体育俱乐部U-17梯队的主教练任职了两年。他于2017-18赛季起开始执教该俱乐部于北部地区联赛作赛的漢堡二隊。凭借17场比赛积40分的成绩，汉堡二队顺利成为半程冠军。2018年3月13日，蒂茨在2017-18赛季德甲结束前接替贝恩德·霍勒巴赫升任汉堡一线队主教练，当时球队在26轮过后仍落后保级区7分，位居积分榜的第17名。在蒂茨的率领下，汉堡于七场比赛中揽得10分，至最后一轮比赛开始前仅落后保级区2分。尽管末战取胜，汉堡还是于2018年5月12日历史性地首次从德甲降级。在最后一轮之前，蒂茨已与俱乐部达成了一项在赛季结束后不取决于联赛成绩的合作意向。由于成绩和比赛风格有所提高，同时擅于从二队提拔优秀新人至一线队（如伊藤达哉和马蒂·斯泰曼），蒂茨广受赞誉。2018年5月16日，蒂茨与汉堡签署了一份新合同，任期直至2020年6月30日届满。

## 私人生活
蒂茨是一位合格的专业行政助理和政府认证业务经理。蒂茨是服务企业“教练区——训练理论和比赛文化的门户”的持有人，它由托马斯·杜雷以“杜雷足球大学”的名义创办，并提供个人训练等服务。其客户包括有和克里斯托夫·莫里茨。蒂茨与杜雷还合作出版了几本专业书籍。